# Мерл синьощокий
Мерл синьощокий (Lamprotornis chloropterus) — вид горобцеподібних птахів родини шпакових (Sturnidae). Мешкає в Африці на південь від Сахари. Раніше вважався конспецифічним з міомбовим мерлом.

## Опис

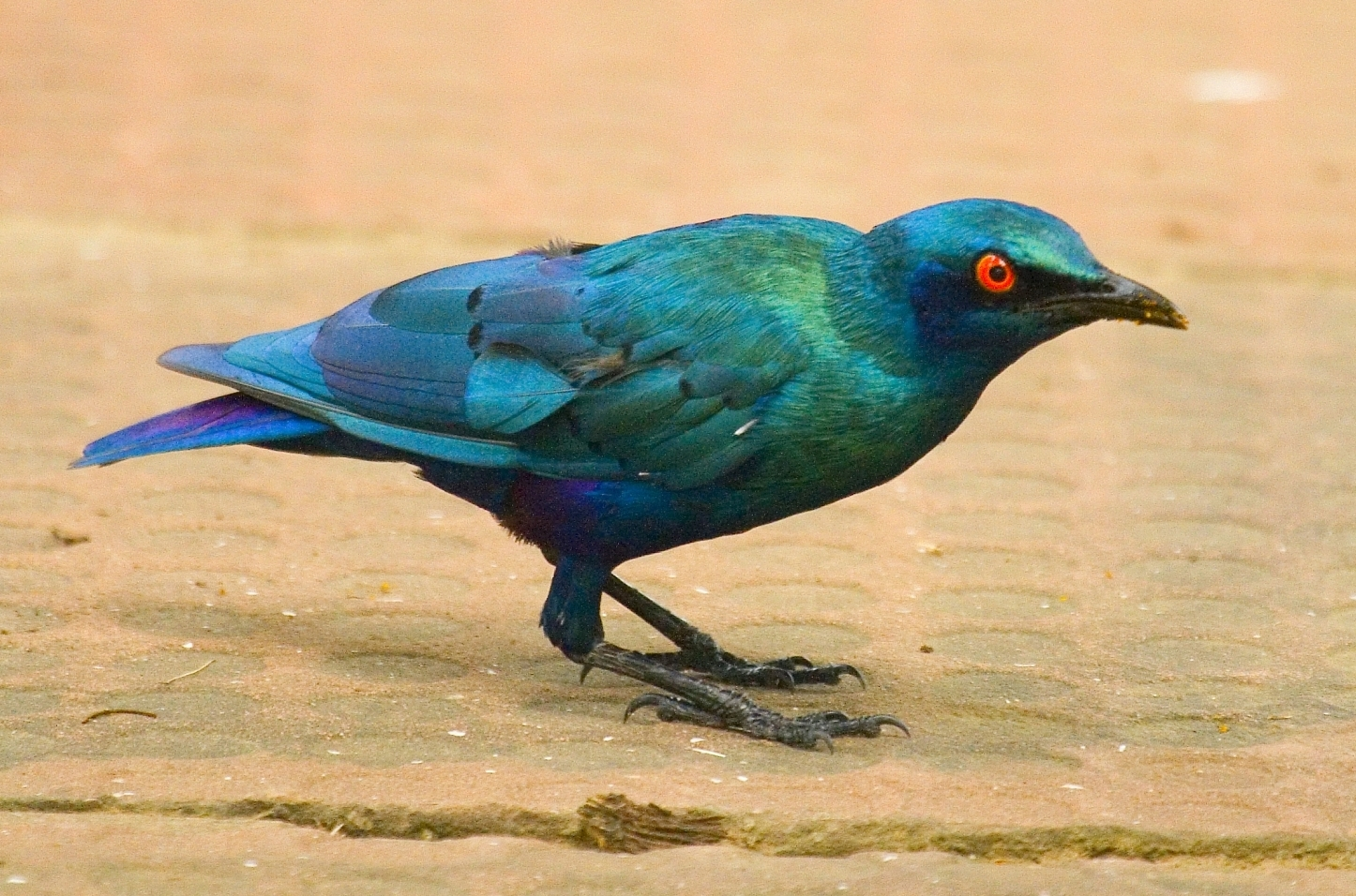
Синьощокий мерл (Гамбія)

Довжина птаха становить 18-20 см, розмах крил 27 см, вага 52-86 см. Забарвлення переважно синьо-зелене, голова і потилиця більш зеленуваті, шия з боків і горло більш синюваті. Передня частина обличчя чорна з фіолетовим відтінком, а на скронях фіолетово-сині плями, що формує на обличчі темну "маску". Верхня частина грудей зеленувата, решта нижньої частини тіла більш синя, боки мають пурпуровий відтінок. чорні кінчики покривних пер крил формують на крилах два ряди чорних плямок. Хвіст коротший, ніж у зеленого мерла, зверху зеленуватий, знизу темно-коричневий. Загалом оперення має характерний райдужний металевий відблиск. Райдужки жовті або жовтувато-оранжеві. Дзьоб чорний, вужчий, ніж у зеленого мерла, лапи чорні. У молодих птахів верхня частина тіла темно-коричнева, кінчики пер у них мають зелений відблиск. Крила і хвіст у них такі ж, як у дорослих птахів, однак менш блискучі, бронзово-зелені. Обличчя темно-коричневе, плямки на крилах менш чіткі.

## Поширення і екологія
Синьощокі мерли мешкають в Сенегалі, Гамбії, Гвінеї-Бісау, Гвінеї, Малі, Сьєрра-Леоне, Кот-д'Івуарі, Буркіна-Фасо, Гані, Того, Беніні, Нігерії, Нігері, Камеруні, Центральноафриканській Республіці, Чаді, Демократичній Республіці Конго, Південному Судані, Судані, Ефіопії, Еритреї, Уганді і Кенії. Вони живуть в рідколіссях, саванах і чагарникових заростях та на полях. Під час сезону розмноження ці моногамні птахи зустрічаються парами, а під час негніздового періоду формують невеликі зграйки до 10-20 птахів, однак іноді збираються у великі зграї, які можуть нараховкувати до 1200 птахів. Вони часто приєднуються до змішаних зграй птахів.
Синьощокі мерли живляться плодами і нектаром різноманітних рослин, а також насінням і комахами, зокрема термітами, жуками, кониками і метеликами. Гніздо куполоподібне, робиться з трави і листя, розміщується на дереві, в дууплі або в тріщині серед скель. В кладці від 2 до 5 синьо-зелених яєць. Насиджують лише самиці, за пташенятами доглядають і самиці, і самці.